# دانيال تيكليهايمانوت
دانيال تيكليهايمانوت (بالتغرينية: ዳንኤል ተክለሃይማኖት ግርማጽዮን) مواليد 10 نوفمبر 1988 في إريتريا، هو دراج. شارك في دورة الألعاب الأولمبية الصيفية.

## سباقات أو مراحل فاز بها
| التاريخ        | السباق                                                   | المركز                  |
| -------------- | -------------------------------------------------------- | ----------------------- |
| 12 مارس 2008   | طواف إيفواريان دي لا بيكس 2008                           | الخامس في التصنيف العام |
| 02 نوفمبر 2008 | 2008 Eritrea National Road Cycling Championships Men RR  | الفائز في التصنيف العام |
| 07 نوفمبر 2008 | 2008 African Road Cycling Championships Men U23 ITT      |                         |
| 09 نوفمبر 2008 | 2008 African Road Cycling Championships Men U23 RR       |                         |
| 20 ديسمبر 2009 | طواف إريتريا 2009                                        |                         |
| 01 يناير 2010  | 2010 Eritrea National Road Cycling Championships Men RR  | الفائز في التصنيف العام |
| 09 مايو 2010   | 2010 Tour de Berne                                       |                         |
| 12 نوفمبر 2010 | 2010 African Road Cycling Championships Men U23 ITT      | الفائز في التصنيف العام |
| 12 نوفمبر 2010 | 2010 African Road Cycling Championships Men ITT          | الفائز في التصنيف العام |
| 14 نوفمبر 2010 | 2010 African Road Cycling Championships Men U23 RR       | الفائز في التصنيف العام |
| 14 نوفمبر 2010 | 2010 African Road Cycling Championships Men RR           | الفائز في التصنيف العام |
| 25 نوفمبر 2010 | Tour du Rwanda 2010                                      | الفائز في التصنيف العام |
| 01 يناير 2011  | طواف إفريقيا للدراجات 2010–11                            |                         |
| 04 يونيو 2011  | 2011 Eritrea National Road Cycling Championships Men ITT | الفائز في التصنيف العام |
| 12 يونيو 2011  | Kwita Izina Cycling Tour 2011                            | الفائز في التصنيف العام |
| 11 نوفمبر 2011 | 2011 African Road Cycling Championships Men ITT          | الفائز في التصنيف العام |
| 23 يونيو 2012  | سباق الطريق ضد الساعة للرجال في بطولة إريتريا 2012       | الفائز في التصنيف العام |
| 24 يونيو 2012  | سباق الطريق للرجال في بطولة إريتريا 2012                 | الفائز في التصنيف العام |
| 09 نوفمبر 2012 | 2012 African Road Cycling Championships Men ITT          | الفائز في التصنيف العام |
| 25 يوليو 2013  | برويبا فيلافرانسا دي أورديزيا 2013                       | الفائز في التصنيف العام |
| 03 ديسمبر 2013 | 2013 African Road Cycling Championships Men ITT          | الفائز في التصنيف العام |
| 11 فبراير 2015 | 2015 African Road Cycling Championships Men ITT          |                         |
| 14 يونيو 2015  | كريثيديا دو دوفين 2015                                   |                         |
| 26 يونيو 2015  | سباق الطريق ضد الساعة للرجال في بطولة إريتريا 2015       | الفائز في التصنيف العام |
| 24 فبراير 2016 | 2016 African Road Cycling Championships Men ITT          |                         |
| 12 يونيو 2016  | كريثيديا دو دوفين 2016                                   |                         |
| 24 يونيو 2016  | سباق الطريق ضد الساعة للرجال في بطولة إريتريا 2016       | الفائز في التصنيف العام |
| 26 يونيو 2016  | سباق الطريق للرجال في بطولة إريتريا 2016                 | الفائز في التصنيف العام |
| 23 يونيو 2017  | سباق الطريق ضد الساعة للرجال في بطولة إريتريا 2017       |                         |
| 22 يونيو 2018  | سباق الطريق ضد الساعة للرجال في بطولة إريتريا 2018       | الفائز في التصنيف العام |

## روابط خارجية
- دانيال تيكليهايمانوت على موقع الاتحاد الدولي للدراجات (الإنجليزية)
- دانيال تيكليهايمانوت على موقع أرشيف الدراجات (الإنجليزية)
- دانيال تيكليهايمانوت على موقع إحصائيات الدراجات الإحترافية (الإنجليزية)
- دانيال تيكليهايمانوت على موقع نسبة الدراجات (الإنجليزية)
- دانيال تيكليهايمانوت على موقع CycleBase (الإنجليزية)
- دانيال تيكليهايمانوت على موقع أوليمبيديا (الإنجليزية)